# Mull of Kintyre

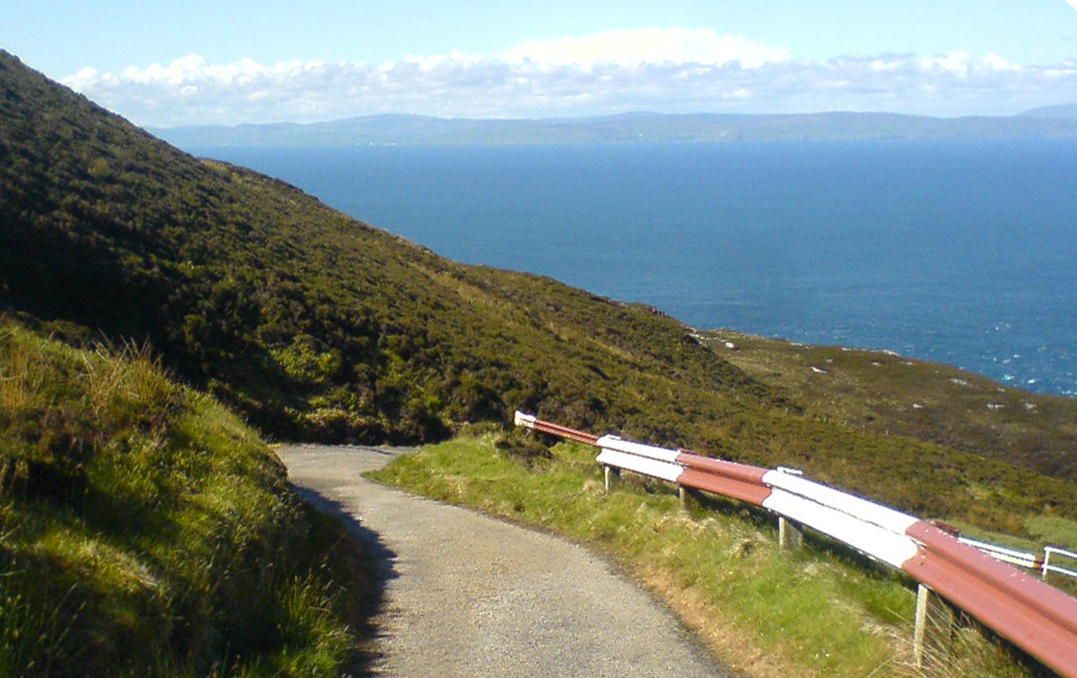
Uno scorcio del Mull of Kintyre con l'Irlanda del Nord sullo sfondo.

Il Mull of Kintyre (in gaelico scozzese e gaelico irlandese Maol Chinn Tíre, in scots Mull o Kintyre) è la sezione sud-occidentale della lunga penisola del Kintyre, situata nell'Argyll, in Scozia. È la terra della Gran Bretagna più vicina all'isola d'Irlanda, in particolar modo alle coste nord-orientali della contea nordirlandese dell'Antrim, dalle quali è nitidamente visibile in giornate non eccessivamente nebbiose.
L'area ospita un faro storico ed è descritta nell'omonima canzone del 1977  dei Wings (secondo gruppo di Paul McCartney).
Anche una composizione per cornamuse e tamburi, spesso eseguita dai reggimenti scozzesi dell'esercito britannico, si intitola appunto Mull of Kintyre ed ebbe un grande successo al momento della pubblicazione, raggiungendo la vetta delle classifiche britanniche vendendo oltre 2 milioni di copie nella sola nazione della Union Flag

## Il test del Mull of Kintyre
Il test del Mull of Kintyre (Mull of Kintyre test) o la regola del Mull of Kintyre (Mull of Kintyre rule) è, secondo una leggenda metropolitana, un insieme non ufficiale di linee guida utilizzate dal British Board of Film Classification (BBFC) nel Regno Unito per decidere se l'immagine di un pene potesse essere mostrata. Secondo la leggenda, il BBFC non permetterebbe l'uscita di un film o video se suddetto materiale mostrasse un fallo eretto al punto che l'angolo che lo rendesse verticale fosse più alto rispetto alla penisola di Kintyre, Argyll e Bute, sulle mappe della Scozia.

Kintyre è evidenziato in rosso. Con il "Mull of Kintyre" si indica specificamente il promontorio sull'estremità meridionale, ma in questo contesto l'angolo apparente dell'intera penisola è lo standard pertinente al quale un pene sarebbe paragonato.

 Il BBFC negò l'esistenza di un tale 'test', e sostiene che sia semplicemente un'arguta diceria.